# Résidu de culture

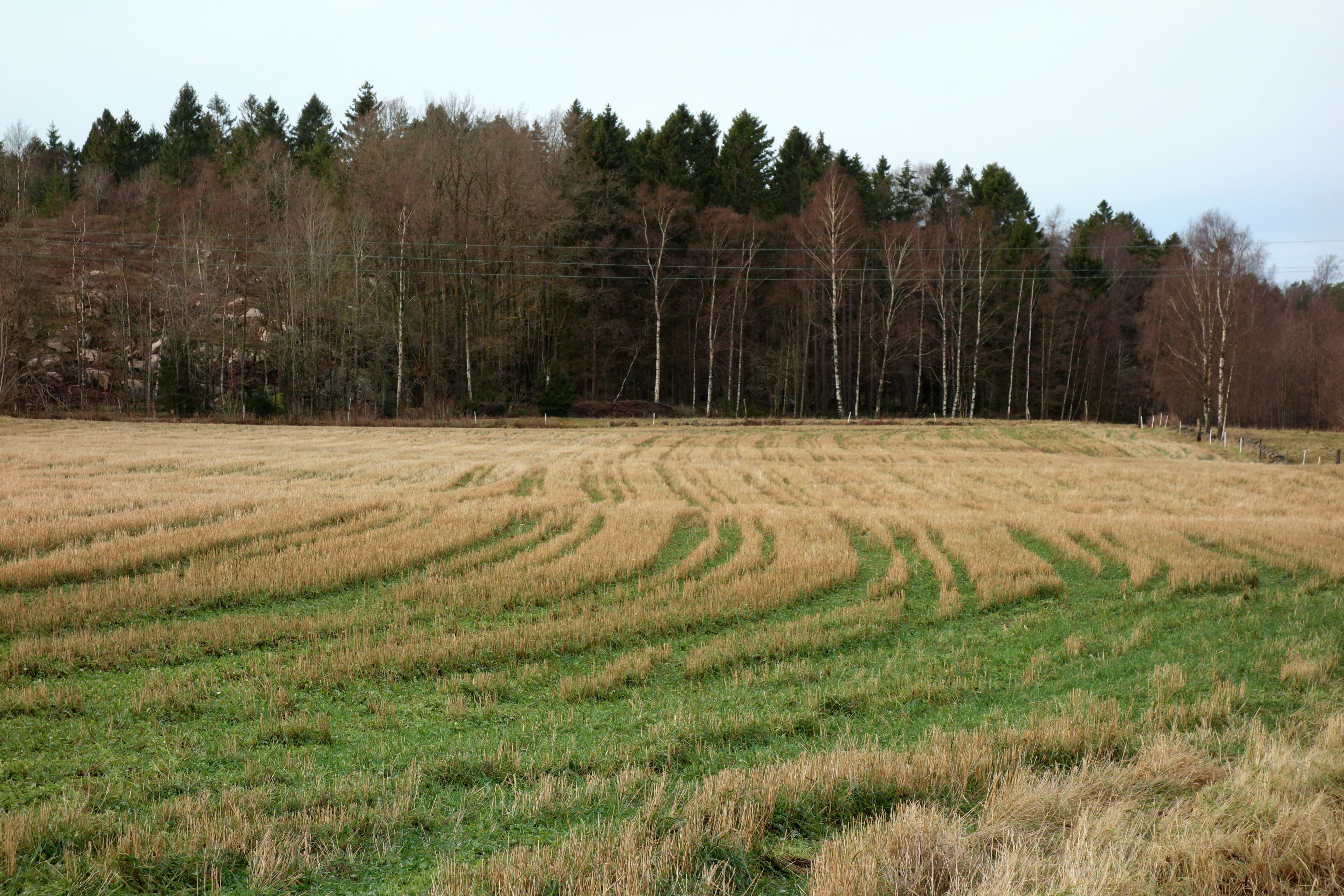
Champ de chaumes à Brastad (Suède).

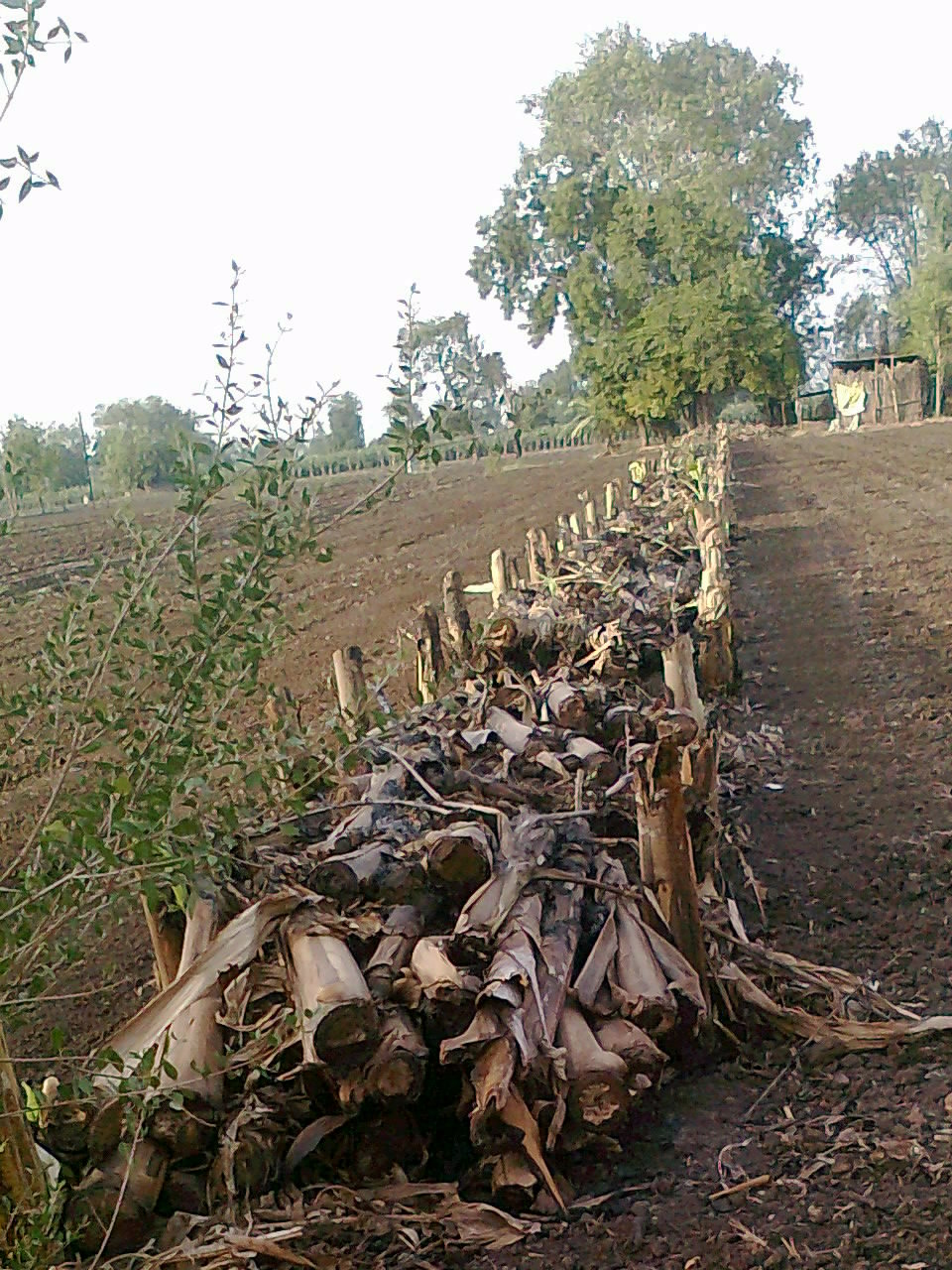
Résidus de bananiers à Chinawal (Inde).

Les résidus de culture sont les parties aériennes des végétaux non récoltées et laissées sur le sol dans les champs ou les vergers au moment de la récolte : les tiges et les chaumes, feuilles et les gousses par exemple.
Les résidus représentent une quantité importante de matière organique, souvent plus importante que celle des produits récoltés. Ils peuvent être valorisés de différentes manières : soit recyclés sur place pour restaurer la fertilité des sols, soit retirés des champs comme ressource pour d'autres utilisations telles que alimentation animale, amendement du sol ou engrais, production d'énergie ou transformation industrielle. Dans le premier cas, ils peuvent être enfouis en l'état dans le sol par une façon culturale ou un labour, ou après avoir été  brûlés.
Une bonne gestion des résidus de culture peut améliorer l'efficacité de l'irrigation et limiter l'érosion des sols.
Lorsqu'ils sont utilisés pour nourrir le bétail, les résidus peuvent être recyclés au moins partiellement par l'épandage du fumier sur les parcelles cultivées.
À ces résidus, peuvent être assimilés les déchets issus de la première transformation des produits agricoles en ressources valorisables. Ces déchets comprennent notamment les feuilles, les graines, le son des céréales, la balle de riz, la bagasse, la mélasse et les racines.

## Proportions de résidus
| Cultures            | Volume récolté | Volume récolté | Résidus       | Indice de récolte |
| Cultures            | Poids frais    | Matière sèche  | Matière sèche | Indice de récolte |
| ------------------- | -------------- | -------------- | ------------- | ----------------- |
| Céréales            | 1900           | 1670           | 2500          | 0,40              |
| Plantes sucrières   | 1450           | 450            | 350           | 0,56              |
| Racines, tubercules | 650            | 130            | 200           | 0,40              |
| Légumes             | 600            | 60             | 100           | 0,38              |
| Fruits              | 400            | 60             | 100           | 0,38              |
| Légumineuses        | 200            | 190            | 200           | 0,49              |
| Oléagineux          | 150            | 110            | 100           | 0,52              |
| Autres cultures     | 100            | 80             | 200           | 0,28              |
| Total               | 5450           | 2750           | 3750          | 0,42              |

L'importance des résidus de culture est considérable si on la compare aux volumes récoltés pour la production d'aliments pour l'homme et le bétail, ou de fibres. Cependant il n'existe aucune statistique officielle sur le volume de résidus produits par pays ou mondialement, mais seulement des évaluations issues d'études concernant la gestion des agroécosystèmes, l'énergie potentielle de la biomasse, l'alimentation animale, ou les émissions de gaz à effet de serre. Une évaluation, basée sur la notion d'indice de récolte, chiffre à 3,75 milliards de tonnes de matière sèche le volume mondial de résidus dans les années 1990, pour un indice de récolte moyen de 0,42, ce qui signifie que les résidus de culture représentent en moyenne 58 % de la phytomasse produite par les cultures.

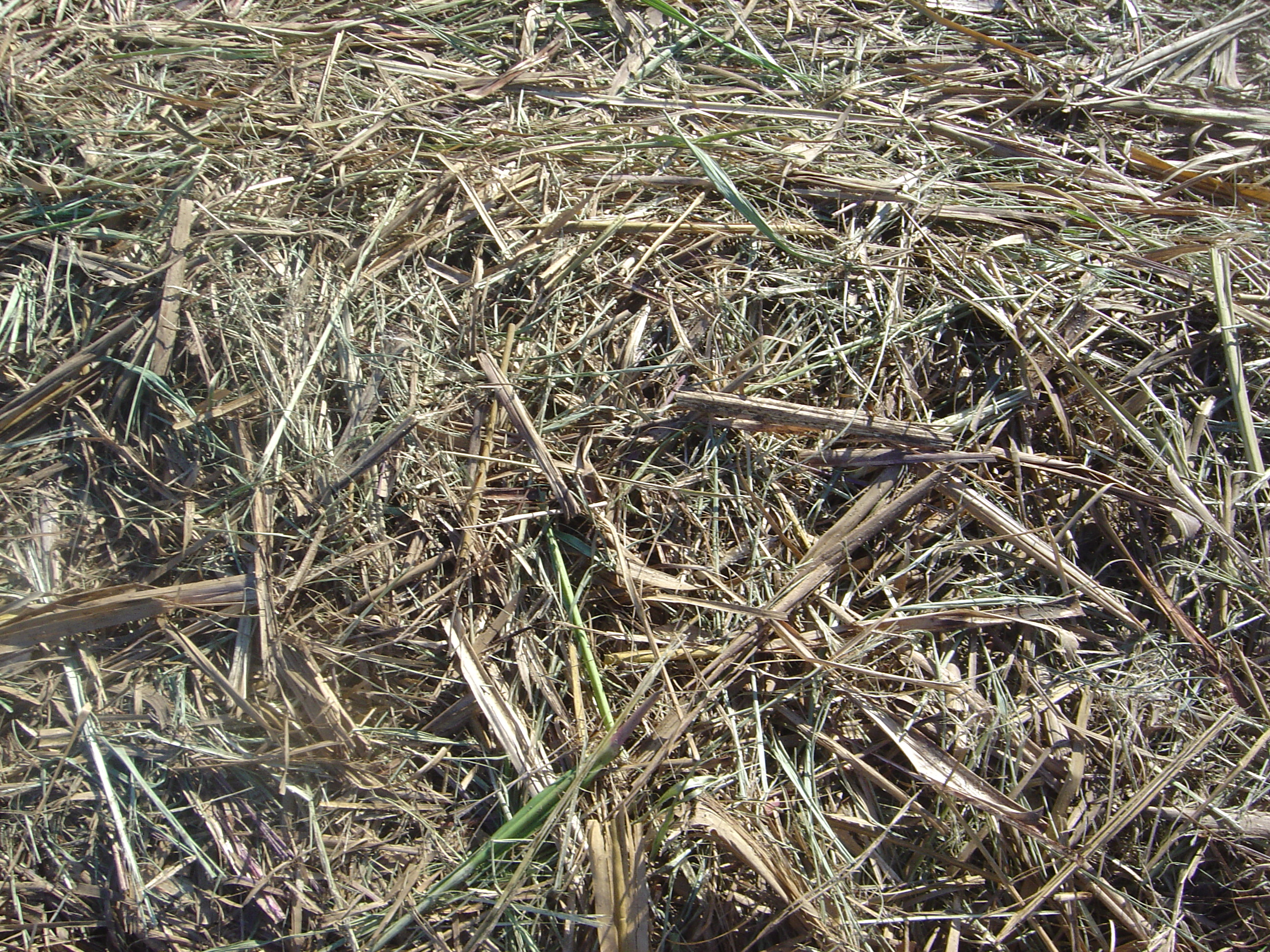
Résidus de tiges et feuilles de canne à sucre après la récolte.

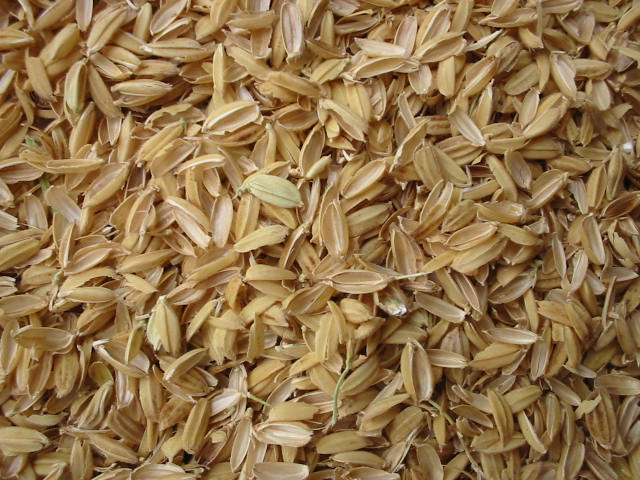
Balle de riz.

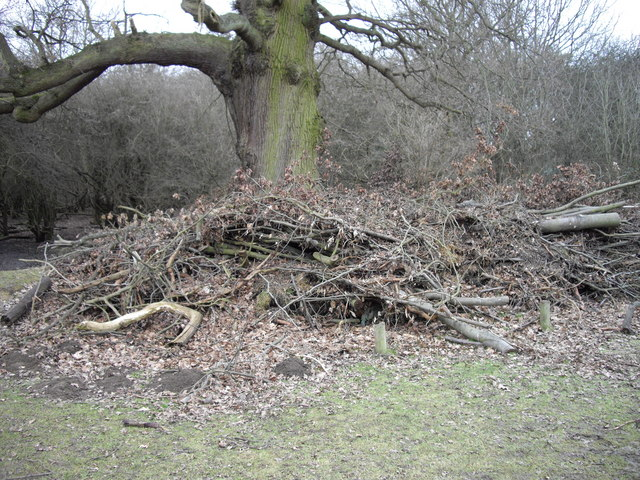
Déchets de taille d'un chêne.

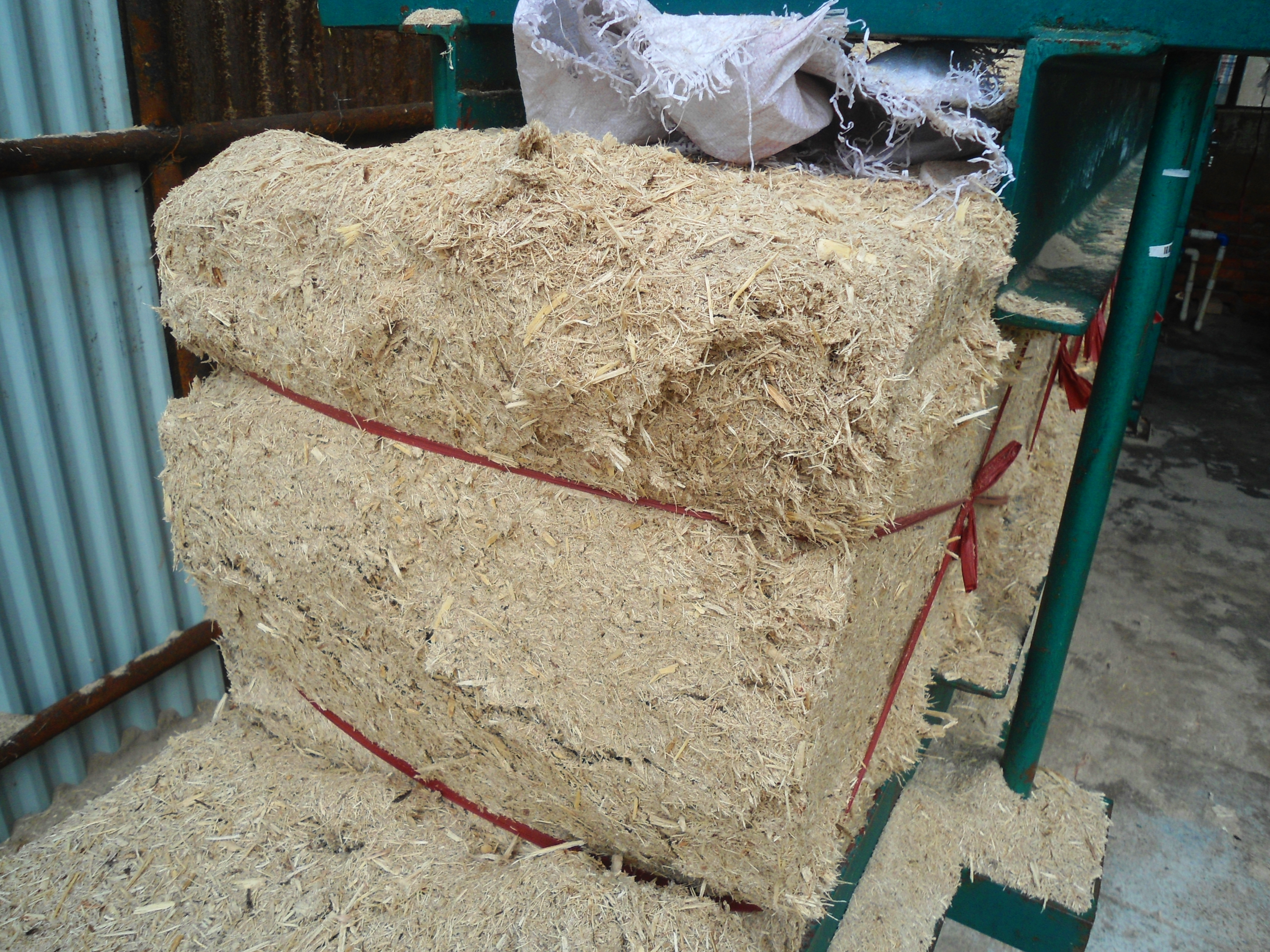
Bagasse, résidu des tiges de canne à sucre dont on a extrait le jus.

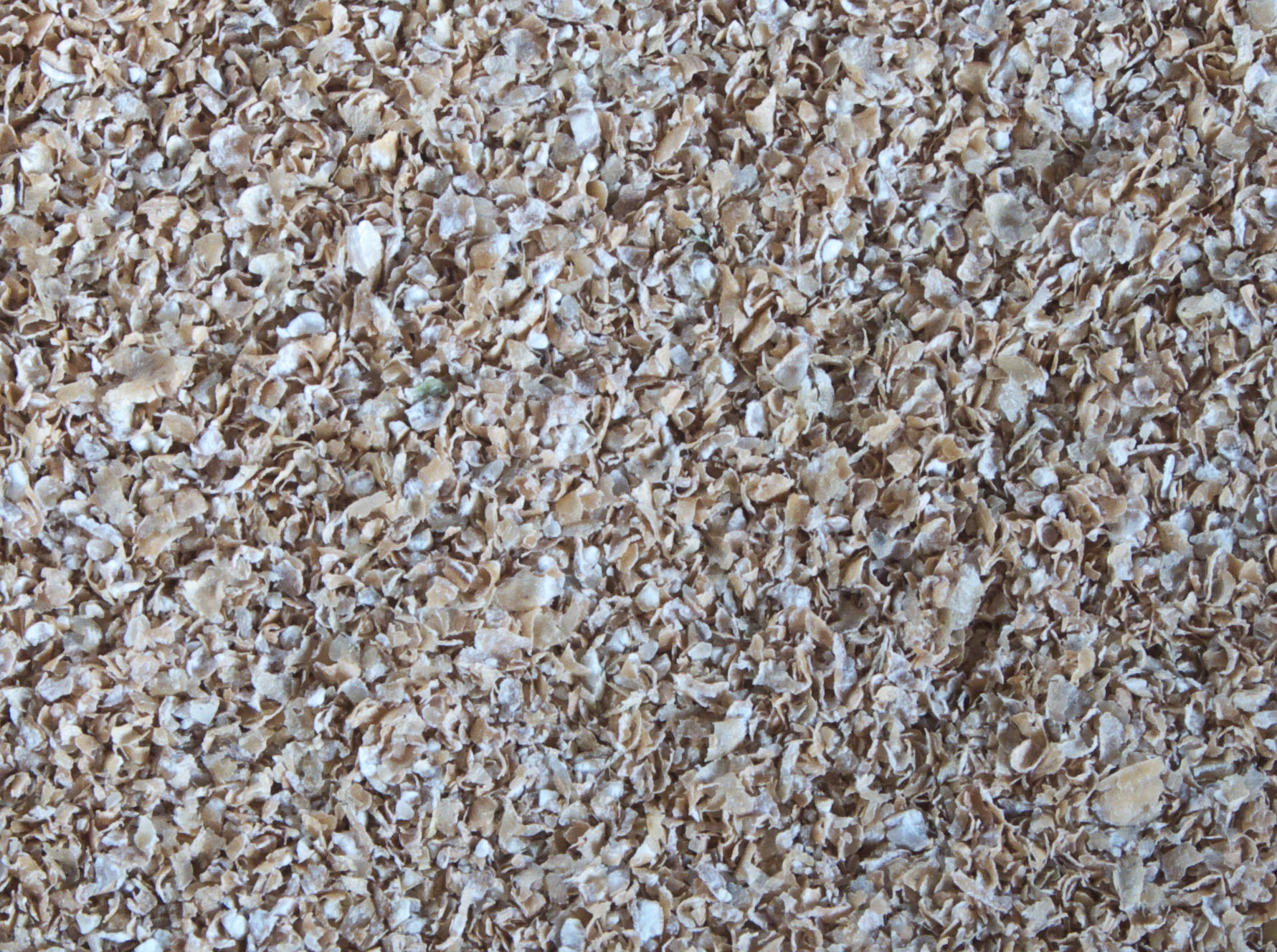
Son de blé.

## Composition
Les résidus de culture sont composés essentiellement de matière organique, principalement de cellulose, hémicellulose et lignine, ainsi que de macro- et microéléments. La cellulose représente généralement 30 à 50 % de la phytomasse résiduelle mais peut en représenter jusqu'à 61 % dans le cas des chicots de riz (chaumes). L'hémicellulose représente généralement 25 à 30 % de la phytomasse sèche, et la lignine, mis à part le cas des déchets de taille, n'en représente en général que 10 à 20 %.

## Intérêt économique
Les discussions sur la valeur économique des résidus de culture se concentrent sur  les nutriments qu'ils contiennent et le coût d'engrais équivalents. Bien que les résidus de culture contiennent à la fois des macroéléments et des microéléments, seuls les premiers, azote (N), phosphore (P) et potassium (K), ont une valeur économique significative.

## Minéralisation
Les nutriments contenus dans la plupart des résidus de culture ne sont pas immédiatement assimilables par les plantes cultivées. Leur libération (appelée  minéralisation) se produit sur une période de plusieurs années. Les processus biologiques impliqués dans le cycle des nutriments sont complexes. À titre indicatif, la  paille de céréales libère environ 10 à 15 % de ses nutriments dans un délai d'un an, et les résidus de pois environ 35 % dans le même laps de temps.
La vitesse de minéralisation dépend de la teneur en azote et en lignine (fibre), de l'humidité du sol, de la température et du degré de mélange avec le sol. L'azote est libéré assez rapidement du résidu lorsque la teneur est supérieure à 1,5 % (comme c'est le cas des résidus de pois). En revanche, en dessous de 1,2 % (cas des résidus céréaliers), l'azote disponible dans le sol est fixé (immobilisé) par les bactéries au fur et à mesure qu'elles décomposent le résidu.
Ainsi, les résidus de pois présentent un intérêt à court et à long terme pour la fertilité des sols, tandis que la paille de céréales réduirait l'apport de nutriments disponibles dans le sol l'année suivante. Au fil du temps, les nutriments fixés par les bactéries du sol et l'humus sont libérés et disponibles pour les plantes cultivées.
Les éléments nutritifs des résidus ne sont pas entièrement assimilés par les cultures. Tout comme ceux des fertilisants, les nutriments libérés dans le sol par les résidus de culture sont sujets à des pertes dues au lessivage (lixiviation) (N et S), à la dénitrification (N), à l'immobilisation (N, P, K et S) et la fixation (P et K).

## Efficacité de l'absorption des nutriments
On considère généralement que l'efficacité de l'absorption des nutriments par les plantes cultivées est similaire, qu'ils proviennent d'engrais ou de la libération par les résidus de culture. Par exemple, la récupération de l'azote dans les parties aériennes des plantes est d'environ 50 % au cours de la première année. Les engrais ont un avantage résiduel car les cultures absorbent une petite quantité des éléments nutritifs deux à trois ans plus tard. Le placement des engrais peut affecter de façon significative l'efficacité de l'absorption par les cultures. L'effet de la mise en place des résidus (selon qu'ils sont enfouis par le labour ou laissés en surface sans labour) sur le cycle et l'efficacité des nutriments est à l'étude. 